# Jules Brévié
Jules Brévié (12 tháng 3, 1880, Bagnères-de-Luchon - 29 tháng 7, 1964, Talizat) là quan cai trị thực dân; làm Toàn quyền ở Tây Phi thuộc Pháp và Đông Dương (bạn thân của Bộ trưởng Laval). Ông đồng thời cũng là nhà sử học - dân tộc học, nhà hoạch định chính sách thực dân Pháp ở các thuộc địa.
Ông bắt đầu sự nghiệp của mình vào đầu thế kỷ XX, khi ông được cử sang làm việc ở nước Soudan thuộc Pháp. Ông tiến hành khai quật khảo cổ các di tích đá cổ ở Bamako, Tondidarou (gần Niafunké). Năm 1922 - 1929, ông làm Phó Toàn quyền Nigeria - một thuộc địa phát triển tương đối thịnh vượng về nông nghiệp và giáo dục. Năm 1930, ông thay Jules Carde làm Toàn quyền Tây Phi thuộc Pháp (15/10/1930 - 27/9/1936). Ông là tác giả của nhiều công trình khoa học về lịch sử và dân tộc học với cách nhìn khoa học mang đậm chất thực dân: "Sự phát triển ngày càng mạnh của khoa học - kỹ thuật ở các thuộc địa đã đặt ra cho các chính quyền thuộc địa trong việc đề ra các giải pháp dựa trên hoàn cảnh, tham gia các cuộc thi để tìm ra các sáng kiến mới tự do của chủ nghĩa kinh nghiệm. Chế độ thuộc địa trở thành vấn đề của phương pháp, tính toán, dự báo khoa học, mang tính thẳng thắn".
Trong tháng 8/1936, chính phủ Pháp ra sắc lệnh số 1945/E5 cho phép thành lập IFAN (Viện châu Phi thuộc Pháp, khánh thành và đi vào hoạt động với Tổng thư ký đầu tiên là Theodore Monod vào tháng 7/1938). Nhiệm vụ chính của IFAN là tiến hành các chương trình nghiên cứu khoa học liên quan đến châu Phi, đặc biệt là vùng Tây Phi thuộc Pháp.
Cũng trong thời gian thế kỷ XX, ông làm chỉ huy đoàn quân Lê dương thuộc địa với cấp bậc Hiệp sĩ năm 1920; về sau cử làm quan chức cấp cao (Grand Officer) năm 1938.
Trong khi Marcel de Coppet kế nhiệm ông là người đứng đầu của các thống đốc Tây Phi thuộc Pháp (1936), Jules Brévié được bổ nhiệm làm Toàn quyền Đông Dương trong tháng 9/1936, một vị trí mà ông sẽ nắm giữ cho đến ngày 23/8/1939. Từ ngày 18/4/1942 đến 26/3/1943, ông là Bộ trưởng Bộ Pháp quốc hải ngoại trong chính phủ của Pierre Laval. Trong thời gian này, ông sáng lập ra văn phòng nghiên cứu khoa học về thuộc địa tại Paris ngày 11/10/1943.
Do phản đối chính sách của chính phủ Vichy, ông bị cách tuột hết mọi chức vụ - kể cả chức vụ ở các thuộc địa vào tháng 1/1945, 2 tháng sau ông bị chính phủ cắt mất lương hưu. Cũng trong năm 1945, ông bị tước mất mọi quyền lợi tại Pháp và tại các thuộc địa bên ngoài. Ông mất trong cảnh cô đơn tại làng Pierrefitte (nằm gần thị trấn Talizat Cantal).
Ông còn là thành viên của Viện Hàn lâm khoa học ở hải ngoại (tức thuộc địa Pháp ở hải ngoại). Hiện nay có một con đường mang tên ông ở Niamay (Niger).
Tác phẩm:
1. Monographie du cercle de Bamako, 1904
2. Islamisme contre naturisme au Soudan français: essai de psychologie politique coloniale (Préface de Maurice Delafosse), Leroux, Paris, 1923
3. Trois études de M. le gouverneur général Brévié (« Communication faite le 13 octobre 1935 à l'Académie des sciences coloniales en présence de M. Albert Lebrun »; « Colonisation »; « Science et colonisation »), Imprimerie du gouvernement général de l'AOF, Dakar, 1936
4. Hommage à la colonisation portugaise, Institut Francais au Portugal, Lisbonne, 1940.
5. Préface de Rêves d'un campagnard annamite, de Tran Van Tung, Mercure de France, 1940, 192 p.